# Keep On Loving You
«Keep On Loving You» (en español: «Aún sigo amándote») es el título de una power ballad escrita por Kevin Cronin e interpretada por la banda de rock estadounidense REO Speedwagon. La canción apareció por primera vez en el noveno álbum de estudio de la banda Hi Infidelity (1980). Fue el primer sencillo de REO Speedwagon en alcanzar el top 50 en el Billboard  Hot 100 de los Estados Unidos de Norteamérica, alcanzando el puesto número uno durante una semana en marzo de 1981. El sencillo fue certificado platino por ventas de más de un millón de copias. Alcanzó el puesto número siete en la lista de sencillos del Reino Unido. «Keep On Loving You» ha sido un pilar de las compilaciones de soft rock de la década de 1980 y ha aparecido en docenas de álbumes recopilatorios de varios artistas, así como en varios álbumes de grandes éxitos de REO Speedwagon.

## Composición y arreglos
La canción fue compuesta en un compás de 4
4 con un tempo de 80 pulsaciones por minuto y está escrita en la tonalidad de do mayor. Las voces van desde F4 a A5. «Keep On Loving You» ha sido descrita como una power ballad de soft rock, arena rock, y rock clásico.

## Video musical
El 1 de agosto de 1981, el videoclip de la canción fue el video musical número 17 en ser transmitido el primer día de emisión de MTV. El videoclip fue filmado en los estudios Burbank y mostraba a Kevin Cronin hablando con una psiquiatra sobre un sueño que tuvo sobre una mujer hermosa, y contenía una toma donde la mujer cogía un teléfono conectado a la guitarra de Gary Richrath, haciendo referencia a la versión en vivo de «157 Riverside Avenue».

## Créditos y personal
Créditos adaptados desde las notas de álbum de Hi Infidelity.
REO Speedwagon
- Kevin Cronin – voz principal y coros, piano, guitarra acústica
- Gary Richrath – guitarra eléctrica, solo de guitarra
- Alan Gratzer – batería
- Neal Doughty – órgano Hammond
- Bruce Hall – guitarra bajo

Músicos adicionales
- Steve Forman – percusión
- The He-Man Broken Hearts Club Choir:
  - Tom Kelly – coros
  - Richard Page – coros

Personal técnico
- Kevin Beamish – productor, ingeniero de audio
- Kevin Cronin – productor, arreglos
- Gary Richrath – productor
- Alan Gratzer – coproductor
- Tom Cummings – ingeniero asistente
- Jeff Eccles – ingeniero asistente

## Posicionamiento

### Gráfica semanal
| Lista (1980-1981)                                  | Máxima posición |
| -------------------------------------------------- | --------------- |
| Alemania (Official German Charts)                  | 15              |
| Australia (Kent Music Report)                      | 3               |
| Bélgica (Flandes) (Ultratop 50 Singles)            | 17              |
| Canadá (RPM Top Singles)                           | 2               |
| Estados Unidos (Billboard Hot 100)                 | 1               |
| Estados Unidos (Billboard Mainstream Rock Airplay) | 9               |
| Estados Unidos (Cashbox Top 100)                   | 1               |
| Irlanda (Irish Singles Chart)                      | 6               |
| Luxemburgo (Radio Luxemburg Singles)               | 4               |
| Nueva Zelanda (Recorded Music NZ)                  | 22              |
| Países Bajos (Nederlandse Top 40)                  | 13              |
| Países Bajos (Single Top 100)                      | 9               |
| Reino Unido (UK Singles Chart)                     | 7               |
| Sudáfrica (Springbok Radio)                        | 3               |
| Suiza (Schweizer Hitparade)                        | 4               |

| Gráfica (2020)                                          | Pico de posición |
| ------------------------------------------------------- | ---------------- |
| Estados Unidos (Billboard Hot Rock & Alternative Songs) | 10               |
| Estados Unidos (Billboard Rock Digital Song Sales)      | 5                |

### Gráfica de fin de año
| Gráfica (1981)                     | Pico de posición |
| ---------------------------------- | ---------------- |
| Australia (Kent Music Report)      | 20               |
| Canadá (RPM Top Singles)           | 17               |
| Estados Unidos (Billboard Hot 100) | 10               |
| Estados Unidos (Cashbox Top 100)   | 4                |
| Reino Unido (UK Singles Chart)     | 72               |

### Sucesión en las listas
| Predecesor: «9 to 5» de Dolly Parton | U.S. Billboard Hot 100 — Sencillo N°. 1 21 de marzo de 1981 - 27 de marzo de 1981 | Sucesor: «Rapture» de Blondie |

| Predecesor: «9 to 5» de Dolly Parton | U.S. Cash Box Top 100 — Sencillo N°. 1 7 de marzo de 1981 - 13 de marzo de 1981 | Sucesor: «Woman» de John Lennon |

## Certificaciones y ventas
| País                  | Certificación | Ventas   |
| --------------------- | ------------- | -------- |
| Estados Unidos (RIAA) | Platino       | 1,00,000 |
| Reino Unido (BPI)     | Plata         | 200,000  |